# Eotrivia amitrovi
Eotrivia amitrovi — викопний вид черевоногих молюсків родини Ovulidae, що існував у пізньому еоцені (37 млн років тому). Викопні рештки молюска виявлені у Рибальському кар'єрі поблизу міста Дніпра (Україна).